# Kilian Germann

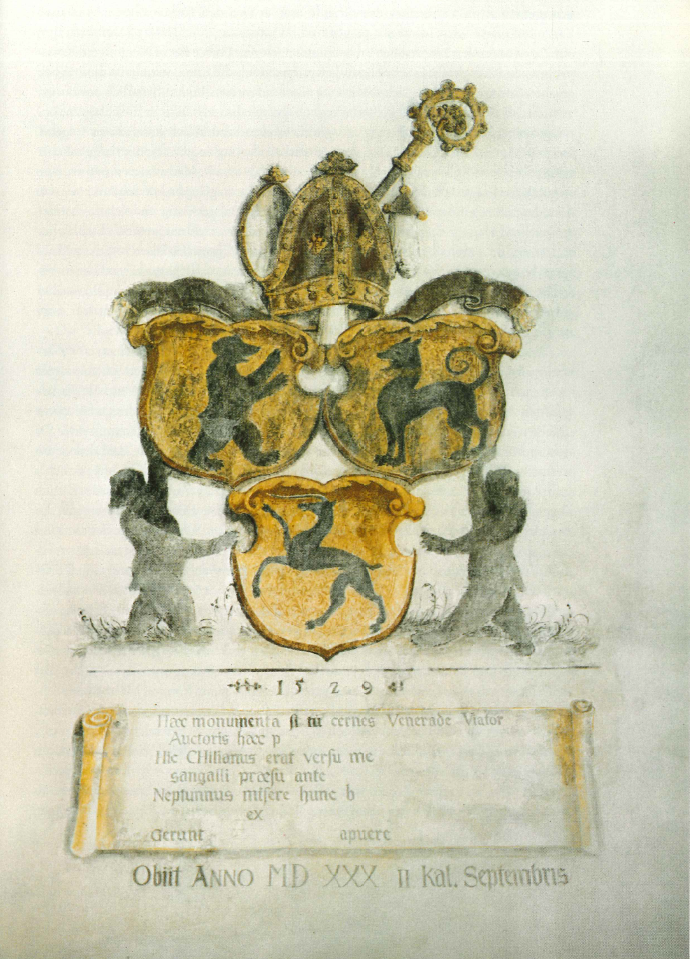
Wappenfresko von Fürstabt Kilian Germann im Kloster Marienberg bei Rorschach mit St.-Galler-, Toggenburger- und Germannwappen

Kilian Germann (* Ende 1485; † 30. August 1530 in der Bregenzer Ach) war von 1529 bis 1530 der Fürstabt von St. Gallen.

## Leben
Germann war Sohn des Johannes Germann, Obervogt zu Lütisburg, und Bruder des Söldnerführers und späteren Landvogts Hans Germann («der Batzenhammer» genannt) sowie des Gallus Germann (ebenfalls Obervogt zu Lütisburg). Kilian Germann war 1516 Grosskeller in St. Gallen, 1523 Statthalter in Rorschach und 1528 Statthalter in Wil. 1529 wurde er in Rapperswil als Nachfolger des Franz von Gaisberg zum Fürstabt von St. Gallen gewählt. Nach ausgesprochener Bestätigung durch Papst Clemens VII. wurde er auch Kaiser Karl V. als Fürstabt von St. Gallen vorgeschlagen und von diesem im Februar 1530 bestätigt.

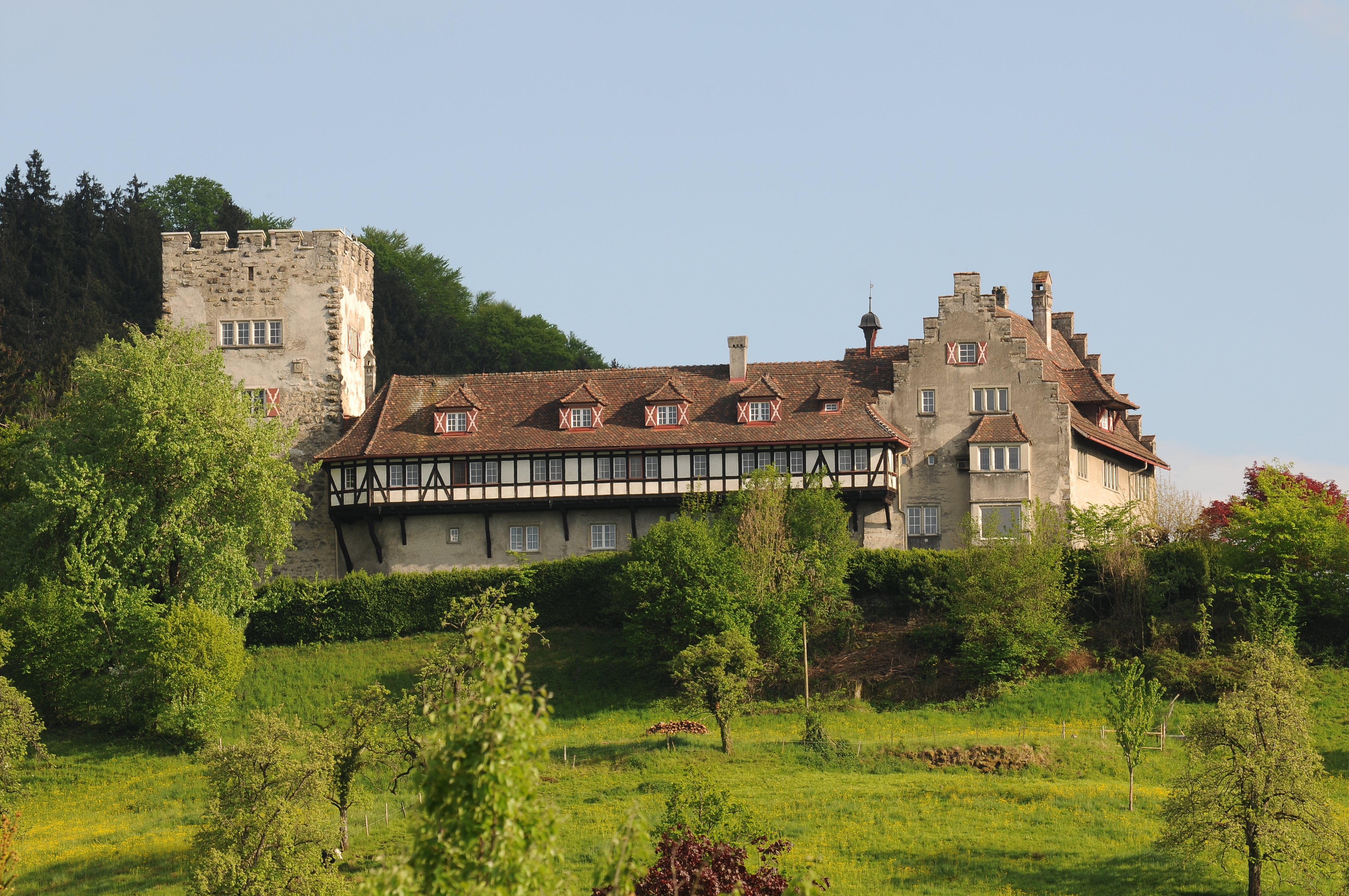
Schloss Wolfurt, bei Wolfurt

Fürstabt Kilian flüchtete nach Ausbruch des Ersten Kappelerkrieges 1529 nach Meersburg. Ab Februar 1530 wohnte er auf Schloss Wolfurt bei Bregenz. Im Exil am Bodensee pflegte er die Gesellschaft mit dem süddeutschen Adel, um politischen Druck auf die Reformierten-Bewegung in den Ländereien des Fürstabts auszuüben, was auch dem Reformator Vadian nicht entging. 1530 vertrat er die Fürstabtei an der Tagsatzung in Baden. Im Juli 1530 besuchte Fürstabt Kilian Germann den Augsburger Reichstag. Noch im gleichen Jahr ertrank er nach einem Besuch beim Grafen von Montfort von seinem Pferd stürzend in der Bregenzer Ach. Er wurde im Kloster Mehrerau bei Bregenz beigesetzt. Sein Nachfolger als Fürstabt von St. Gallen wurde Diethelm Blarer von Wartensee.